# Vital Remains
A Vital Remains egy amerikai death-metal együttes. 1988-ban alakultak meg a Rhode Island állambeli Providence-ben. Először két demólemezt adtak ki, első nagylemezüket 1992-ben adták ki. Azóta még öt stúdióalbum került ki a házuk tájáról. Bár nem említik olyan nagyságokkal együtt, mint a Cannibal Corpse vagy a Deicide (utóbbinak van szerepe a Vital Remains életében), viszont így is ismert zenekar. Lemezeiket a Century Media Records kiadó jelenteti meg.
2015-ben egy floridai rendőr szolgálat közben az együttes "Let the Killing Begin" című dalát énekelte a zenekarral együtt, ezért kirúgták a munkájából. 
Korábbi énekesük, Jake Raymond 2018-ban elhunyt. Brian Werner 2019-ben elhagyta a zenekart.

## Tagok
- Tony Lazaro - ritmusgitár (1998-)

- Gaeton Collier - basszusgitár, vokál (2008-)

- Chris Dovas - dob (2018-)

- Caio Kehyahyan - gitár (2019-)

- Scott Earnes - ének (2019-)

## Diszkográfia
- Let Us Pray (1992)
- Into Cold Darkness (1995)
- Forever Underground (1997)
- Dawn of the Apocalypse (2000)
- Dechristianize (2003)
- Icon of Evil (2007)